# 国際蘇生連絡協議会
国際蘇生連絡協議会（こくさいそせいれんらくきょうぎかい）は、海外の学術団体。蘇生法に関する医学的研究の実施・研究・開発・普及で知られる。1992年設立。
英文の正式名称 International Liaison Committee On Resuscitation の頭文字を取り ILCOR と呼ばれることもある。

## 概要
国際ガイドラインという通称で呼ばれる心肺蘇生法に関する教育プログラムの発信元として知られる。

## 事業
緊急心血管障害に関する質の高い論文を集約し、世界に発信。
CPR教育の情報を、世界に発信。

## 加盟団体
以下の7つの団体により構成されている。
日本蘇生協議会は、アジア蘇生協議会の一員として、正式に国際蘇生連絡協議会に加盟している。
- アメリカ心臓協会　AHA: American Heart Association
- カナダ心肺蘇生財団　HSFC: Heart and Stroke Foundation of Canada
- 中南米心臓財団　IAHF: Inter American Heart Houndation
- ヨーロッパ蘇生協会　ERC: European Resuscitation Council
- オセアニア蘇生協議会　ARC&NZRC: Australian and New Zealand Committee on Resuscitation
- 南アフリカ蘇生協議会　RCSA: Resuscitation Council of SouthAfrica
- アジア蘇生協議会　RCA: Resuscitation Council of Asia